# Einár (rappeur)
Pour les articles homonymes, voir Einar.

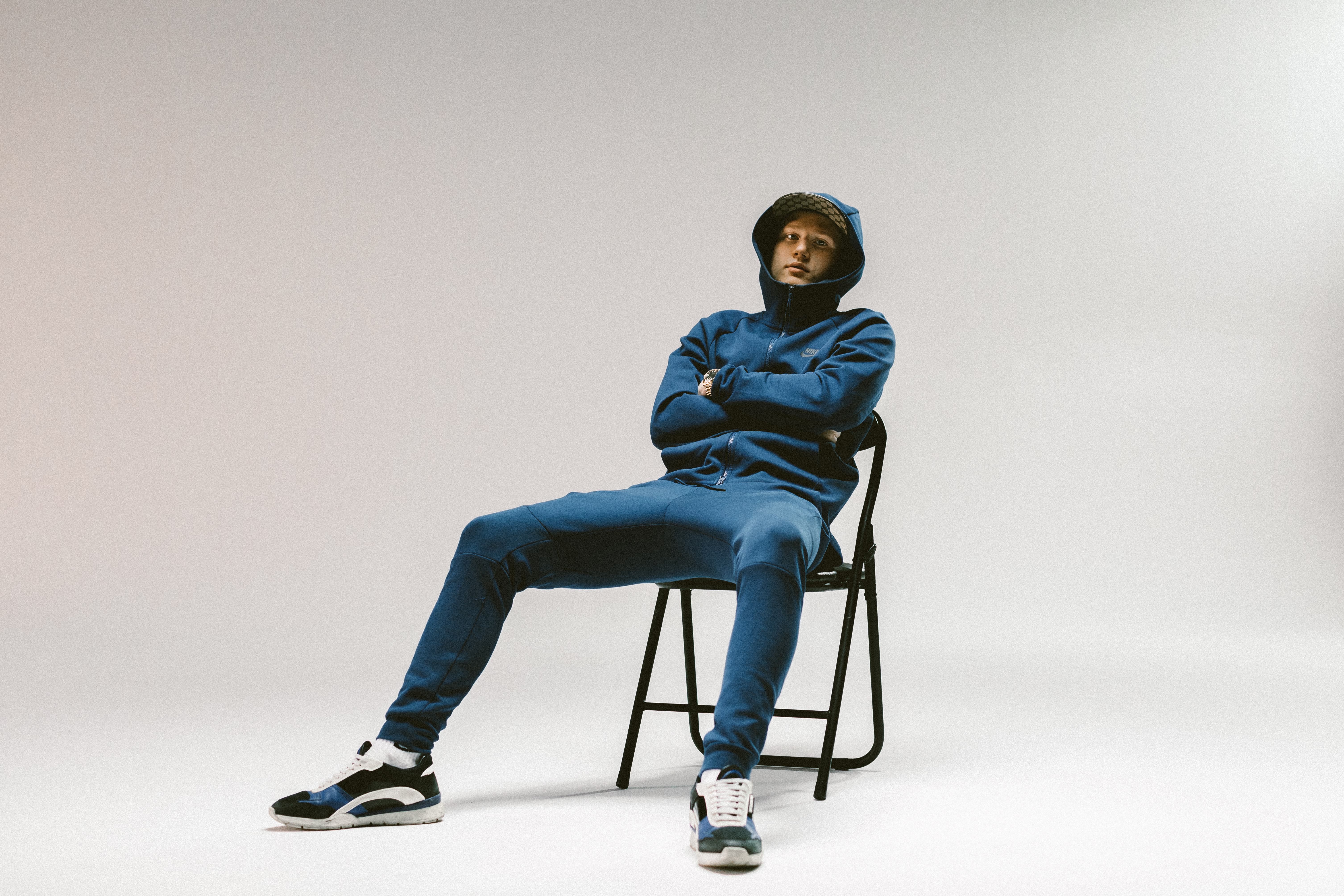
Einár.

Einár, de son vrai nom Nils Kurt Erik Einar Grönberg, né le 5 septembre 2002 à Stockholm (Suède) et assassiné le 21 octobre 2021 dans le quartier de Hammarby Sjöstad à Stockholm, est un rappeur et auteur-compositeur suédois,.
Il est enlevé en avril 2020 par un gang criminel dont deux membres sont connus dans la scène du rap suédois et dont une partie importante des membres sont jugés et condamnés en juillet 2021. En octobre de la même année, Einár qui devait témoigner sous peine de voir deux de ses agresseurs relâchés est abattu par deux hommes devant son appartement.
Ses chansons décrivent souvent une vie criminelle. Pendant quelques années, de la fin des années 2010 jusqu'à sa mort, il a été l'un des musiciens les plus diffusés en Suède,.

## Biographie
En 2018, Einár a sorti la chanson Duckar popo, avec un clip. Un an plus tard, ce clip avait reçu plus d'un million de vues sur YouTube. Au cours de la même année, Einár a sorti le single Katten i trakten (« Le Chat du quartier »). En mars 2019, ce single a atteint la première place du Sverigetopplistan et y est resté durant trois semaines. En avril 2019, Katten i trakten a été joué plus de 11 millions de fois sur Spotify et sa vidéo a été vue 2,5 millions sur YouTube. La chanson a reçu le prix P3 Guld en 2019, pour « la chanson de l'année ». Au Grammisgalan 2020, il a gagné les catégories « Hiphop de l'année » et « Le nouveau venu de l'année », pour les albums Första klass et Nummer 1. Il a été aussi nommé pour « L'artiste de l'année ».
Einár était le fils de l'actrice Lena Nilsson et du restaurateur Erik Grönberg.

### Enlèvement et assassinat
En avril 2020, Einár est enlevé par un gang Vårbynätverket, « l'un des symboles de la criminalité exponentielle qui sévit en Suède depuis quinze ans » dirigé par Chihab Lamouri. Deux membres de ce gang, Khalil Haval qui a tendu le piège, et Yasin, dont le premier album intitulé 98.01.11 est certifié disque de platine en 2020, sont ses concurrents sur la scène du rap. Einár est séquestré durant plusieurs heures dans un appartement, où ses ravisseurs le battent, le parent de vêtements de femmes et prennent des photos qu'ils font fuiter sur les réseaux sociaux. Ils lui volent sa Rolex d'une valeur de 30 000 euros et une chaîne en or qui en vaut 15 000. Les agresseurs seront rapidement identifiés par la police.
Le 14 juillet 2021, Yasin est condamné à dix mois de prison ferme, Khalil à deux ans et demi, et Chihab Lamouri à dix-sept ans et dix mois pour un ensemble de méfaits. Vingt-sept personnes sont jugées en tout. Yasin et Khalil font appel de leurs condamnations et doivent être de nouveau jugés. Einár doit témoigner sous peine de voir deux de ses agresseurs relâchés. Du fait des menaces contre lui, il est placé sous protection policière, tout en gardant une certaine liberté de mouvement.
Le 21 octobre 2021 à 22 h 50, la police est avisée d'une fusillade dans Hammarby Sjöstad, où Einár avait récemment déménagé. Deux hommes lui ont tiré dessus à bout portant. Il est trouvé blessé devant la porte d'un appartement et succombe de ses blessures. Des passants ont eu le temps de filmer le corps d'Einár, criblé d'une dizaine de balles. La vidéo est rapidement diffusée sur le réseau social Snapchat. « Dans tout le pays, des membres de gangs se réjouissent ouvertement de l'acte et repartagent les images. »
Ce meurtre a reçu l'attention des médias, en Suède et à l'étranger. Entre autres, Stefan Löfven, le Premier ministre de Suède, l'a commenté. Selon Slate, l'assassinat d'Einár aurait créé une « onde de choc », et aurait « forcé le public à ouvrir les yeux sur l'explosion des gangs dans les quartiers les plus défavorisés du pays ».